# 다이클로로메테인
다이클로로메테인 또는 이염화 메탄(영어: dichloromethane, DCM 또는 methylene chloride)은 양원자성 유기 화합물로 화학식은 CH2Cl2이다. 상온에서 투명한 액체이며 특유의 냄새가 빠르게 퍼져나간다. 여러 유기 화합물의 용매로 사용된다. 물과는 잘 섞이지 않지만, 약한 극성이 있고, 다른 유기 용매와도 잘 섞이는 혼화성을 보인다.
섭취 시 유독하며 중추신경기능 저하, 장손상, 간손상을 유발한다. 흡입 시 유독하며 중추신경기능 저하, 폐손상을 유발한다. 피부에 자극을 일으키며 피부 탈지를 유발한다. 눈에 심한 자극을 준다.

## 획득
일부 바닷말에는 다이클로로메테인이 자연적으로 포함되어 있다. 화산 인근과 습지에서도 채집된다. However, the majority of dichloromethane in the environment is the result of industrial emissions.

## 제조
산업에서 사용되는 다이클로로메테인은 클로로메테인 또는 메테인과 염소 기체 Cl2를 400–500 °C의 고열에서 반응시켜 얻는다. 이 온도에서는 아래의 반응이 촉진된다. 1993년 기준으로 디클로로메데인의 주요 생산지는 미국, 유럽, 일본으로 연간 400,000 톤을 생산하였다.
CH4 + Cl2 → CH3Cl + HCl
CH3Cl + Cl2 → CH2Cl2 + HCl
CH2Cl2 + Cl2 → CHCl3 + HCl
CHCl3 + Cl2 → CCl4 + HCl
반응 결과물은 클로로메테인, 다이클로로메테인, 클로로포름, 사염화 탄소가 섞인 혼합물이 된다. 이 물질들의 상대 휘발도의 차이를 이용한 증류를 거쳐 혼합물을 분리한다.
다이클로로메테인은 1839년 프랑스의 화학자 앙리 빅토르 레뇨가 클로로메테인과 염소의 혼합물을 햇빛에 노출시켜 처음으로 분리하였다.

## 이용
다이클로로메테인은 휘발성이 강하고 다양한 유기 화합물을 녹일 수 있어서 여러 화학 공정에서 용매로 쓰인다. 이세레늄화 탄소는 셀레늄 분말과 다이클로로메테인 증기를 550 °C 부근의 온도에서 혼합하여 얻는다.
2 Se + CH2Cl2 → CSe2 + 2 HCl
다이클로로메테인은 페인트 제거제나 접착제 제거제, 부품 세척제로 널리 쓰인다.
식품 산업에서는 커피와 차의 디카페인 공정에 사용되고 맥주의 원료인 홉의 향미를 뽑아낼 때도 용매로 쓰인다.

### 특수한 이용

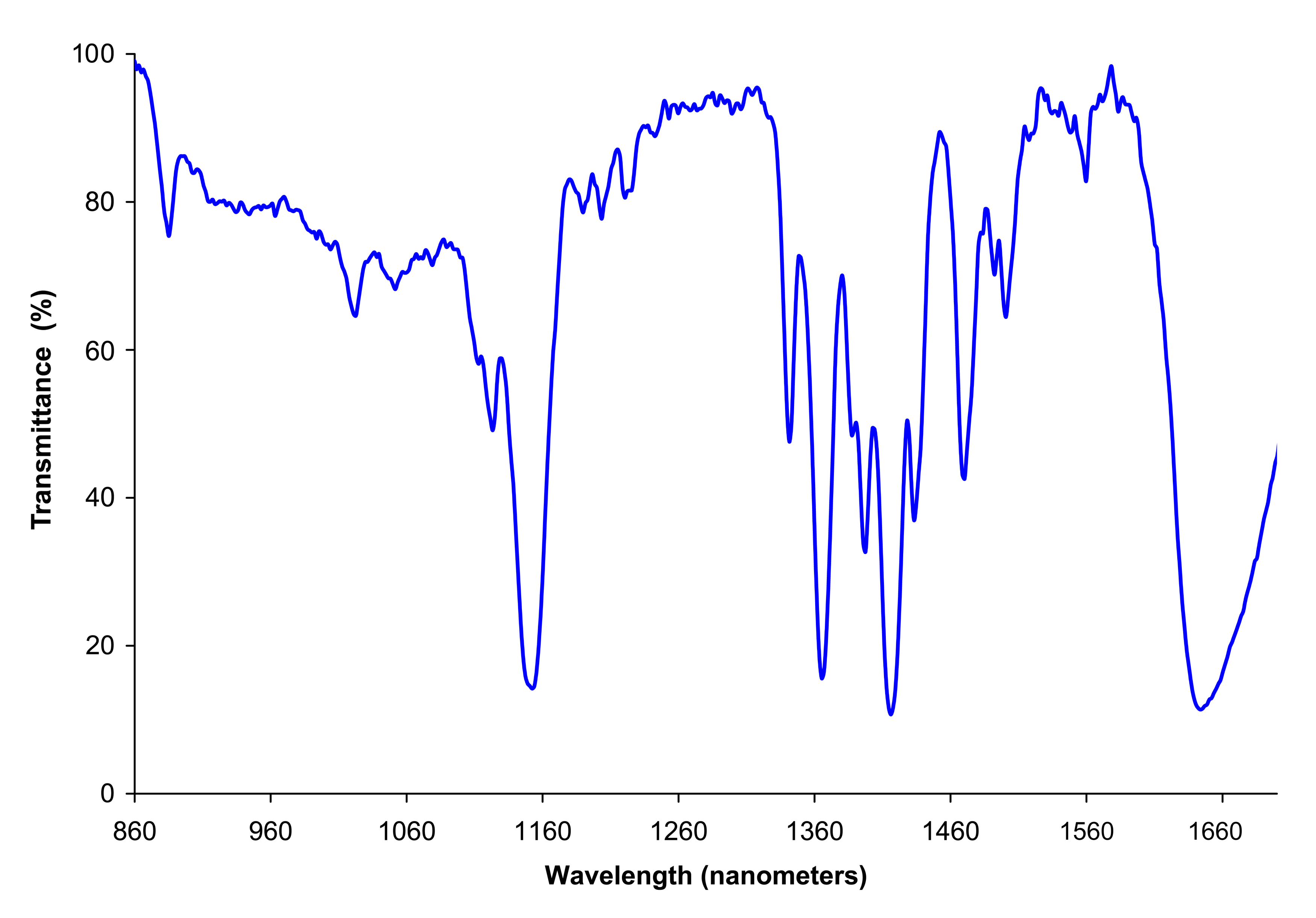
근적외선 분광법으로 측정한 다이클로로메테인의 스펙트럼. 중가 대역에서 복잡한 오버톤에 의해 생성된 흡수선이 보인다.

"물 먹는 새"는 다이클로로메테인의 낮은 끓는점을 이용한 열기관 장난감이다.
광범위한 유기 화합물을 녹이는 성질을 이용하여 플라스틱 접합제로도 쓰인다. 토목공학에서는 아스팔트 도로나 쇄석을 깐 매캐덤 도로의 재료로 시험된 바 있다.

## 독성
다이클로로메테인은 먹거나 호흡할 경우 중추신경의 기능을 저하시키며 급성 독성 반응을 일으킨다. 피부에 닿아도 자극과 함께 지방이 녹는 탈지 작용이 일어난다. 피부나 눈에 닿으면 즉시 많은 물로 씻어야 하고 호흡한 경우엔 맑은 공기를 쐬며 안정을 취해야 한다. 호흡 후 어지러움증이 계속되면 의학적 조치를 받아야 한다. 먹었을 경우엔 즉시 토하게 하고 의학적 조치를 받도록 하여야 한다. 간에 종양을 일으키는 발암 물질이기도 하다.

### 규제
다이클로로메테인은 여러 나라에서 위험 물질로 규제되고 있다. 대한민국에서는 산업안전보건기준에 따른 관리 물질로 규정하고 노출기준을 설정하고 있다. 미국의 경우 2013년 직업안전보건관리국이 다이클로로메테인에 의한 산업재해를 경고하고 관리 방안을 마련하였다. 유럽의 경우 2009년 유럽 의회에서 페인트 제거제의 원료로 다이클로로메테인 사용을 금지하는 법안을 발의하여 2010년 12월부터 시행하였다.
유럽의 직업상 유해물질 노출 규제에 대한 과학위원회는 다이클로로메테인의 1일 8시간당 노출 허용량을 기존의 200 ppm에서 100 ppm으로 조정하여 규제를 강화하였다.

## 같이 보기
- 클로로메테인